# Station Cheltenham Spa
Cheltenham Spa is een spoorwegstation van National Rail in Cheltenham in Engeland. Het station is eigendom van Network Rail en wordt beheerd door Great Western Railway. 